# Nicole Hosp
Nicole Hosp (Bichlbach, 6 de novembro de 1983) é uma esquiadora profissional austríaca aposentada. Foi a campeã geral da Copa do Mundo de Esqui Alpino no ano de 2007 onde faturou também o título individual do Giant Slalom.

## Vitórias na Copa do Mundo

### Resultados gerais
| Temporada | Prova                    |
| --------- | ------------------------ |
| 2007      | Campeã no slalom gigante |
| 2007      | Campeã geral             |

### Corridas individuais
| Data                | Local                | prova          |
| ------------------- | -------------------- | -------------- |
| 26 de outubro 2002  | Sölden               | Slalom gigante |
| 17 de dezembro 2003 | Madonna di Campiglio | Slalom         |
| 27 de dezembro 2003 | Lienz                | Slalom gigante |
| 29 de janeiro 2006  | Cortina d'Ampezzo    | Slalom gigante |
| 16 de março 2006    | Åre                  | Super-G        |
| 6 de janeiro 2007   | Kranjska Gora        | Slalom gigante |
| 2 de março 2007     | Tarvisio             | Combinado      |
| 17 de março 2007    | Lenzerheide          | Slalom         |
| 18 de março 2007    | Lenzerheide          | Slalom gigante |
| 9 de dezembro 2007  | Aspen                | Slalom         |
| 13 de janeiro 2008  | Maribor              | Slalom         |